# 사이먼 베이커
사이먼 베이커(Simon Baker, 1969년 7월 30일 ~ )는 오스트레일리아의 배우, 영화 감독이다. 2002년 텔레비전 드라마 《가디언》(2001-04)을 통해 제59회 골든 글로브상 드라마 부문 남우주연상 후보에, 2010년에 《멘탈리스트》(2008-15)로 제67회 골든 글로브상 드라마 부문 남우주연상 후보에 올랐다. 영화 쪽에서는 직접 연출, 제작, 각본을 맡고 출연한 《브레스》(2017)로 2017년 제8회 AACTA 어워드에서 남우조연상을 수상하고 작품상, 감독상, 각색상 후보에 지명되었다.

## 경력
1980년대에 '사이먼 데니'라는 활동명으로 호주 텔레비전에서 연기 활동을 시작했다.
1991년 멀리사 카우츠(Melissa Tkautz)의 데뷔 싱글 《Read My Lips》 뮤직 비디오와 밴드 유포리아(Euphoria)의 데뷔 싱글 《Love You Right》 뮤직 비디오에 출연했다.

## 사생활
1998년 호주 여배우 리베카 리그와 결혼하여 자녀로 스텔라 브리즈(Stella Breeze, 1993년생), 클로드 블루(Claude Blue, 1999년생), 해리 프라이데이(Harry Friday, 2001년생)를 두었다: 호주 출신 동료 니콜 키드먼이 해리의 대모이고, 나오미 와츠가 클로드의 대모이다.
2021년 1월, 부부가 2020년 4월부터 별거에 들어간 사실이 알려졌다.

## 출연 작품

### 영화
| 연도 | 제목                              | 원제                           | 배역             | 비고                  |
| ---- | --------------------------------- | ------------------------------ | ---------------- | --------------------- |
| 1987 | 셰이즈 오브 러브: 미드나이트 매직 | Shades of Love: Midnight Magic |                  | 텔레비전 영화         |
| 1997 | 모스트 원티드                     | Most Wanted                    | 스티븐 반스      |                       |
| 1997 | LA 컨피덴셜                       | L.A. Confidential              | 맷 레이놀즈      |                       |
| 1999 | 라이드 위드 데블                  | Ride with the Devil            | 조지 클라이드    |                       |
| 2000 | 선셋 스트립                       | Sunset Strip                   | 마이클 스콧      |                       |
| 2000 | 레드 플래닛                       | Red Planet                     | 칩 페튼길        |                       |
| 2001 | 어페어 오브 더 넥클리스           | The Affair of the Necklace     | 레토 드빌레트    |                       |
| 2004 | 북 오브 러브                      | Book of Love                   | 데이비드 워커    |                       |
| 2005 | 링 2                              | The Ring Two                   | 맥스 로크        |                       |
| 2005 | 랜드 오브 데드                    | Land of the Dead               | 라일리 덴보      |                       |
| 2006 | 썸딩 뉴                           | Something New                  | 브라이언 켈리    |                       |
| 2006 | 악마는 프라다를 입는다            | The Devil Wears Prada          | 크리스천 톰프슨  |                       |
| 2007 | 섹스 앤 데스                      | Sex and Death 101              | 로더릭 블랭크    |                       |
| 2009 | 하숙인                            | The Lodger                     | 맬컴 슬레이트    |                       |
| 2009 | 실종자                            | Not Forgotten                  | 잭 비숍          |                       |
| 2010 | 킬러 인사이드 미                  | The Killer Inside Me           | 하워드 헨드릭스  |                       |
| 2011 | 마진 콜: 24시간, 조작된 진실      | Margin Call                    | 재러드 코언      |                       |
| 2013 | 저스트 어 이어                    | I Give It a Year               | 가이 해럽        |                       |
| 2017 | 브레스                            | Breath                         | 빌 "샌도" 샌더슨 | 감독, 제작, 각본 겸임 |
| 2020 | 초원의 역습                       | High Ground                    | 트래비스         | 총괄 제작 겸임        |
| 2022 | 블레이즈                          | Blaze                          | 루크             |                       |

### 텔레비전
| 연도    | 제목              | 원제            | 배역                  | 비고    |
| ------- | ----------------- | --------------- | --------------------- | ------- |
| 1992-93 | E 스트리트        | E Street        | 샘 패럴 순경          | 1.316화 |
| 1993-94 | 홈 앤 어웨이      | Home and Away   | 제임스 허드슨         | 19회분  |
| 1995-96 | 하트브레이크 하이 | Heartbreak High | 토머스 "톰" 서머스 씨 | 8회분   |
| 2001-04 | 가디언            | The Guardian    | 닉 팰린               | 주연    |
| 2006    | 스미스            | Smith           | 제프 브린             | 7회분   |
| 2008-15 | 멘탈리스트        | The Mentalist   | 패트릭 제인           | 주연    |

## 수상 및 후보
- 2002년 제59회 골든 글로브상 남우주연상 후보 (《가디언》 닉 팰린 역)
- 2002년 피플지 선정 '가장 아름다운 50인'
- 2010년 제67회 골든 글로브상 남우주연상 후보 (《멘탈리스트》 패트릭 제인 역)
- 2017년 제8회 AACTA 어워드 작품상, 감독상, 각색상 후보 / 남우조연상 수상 (《브레스》)